# Elleringhausen (Twistetal)

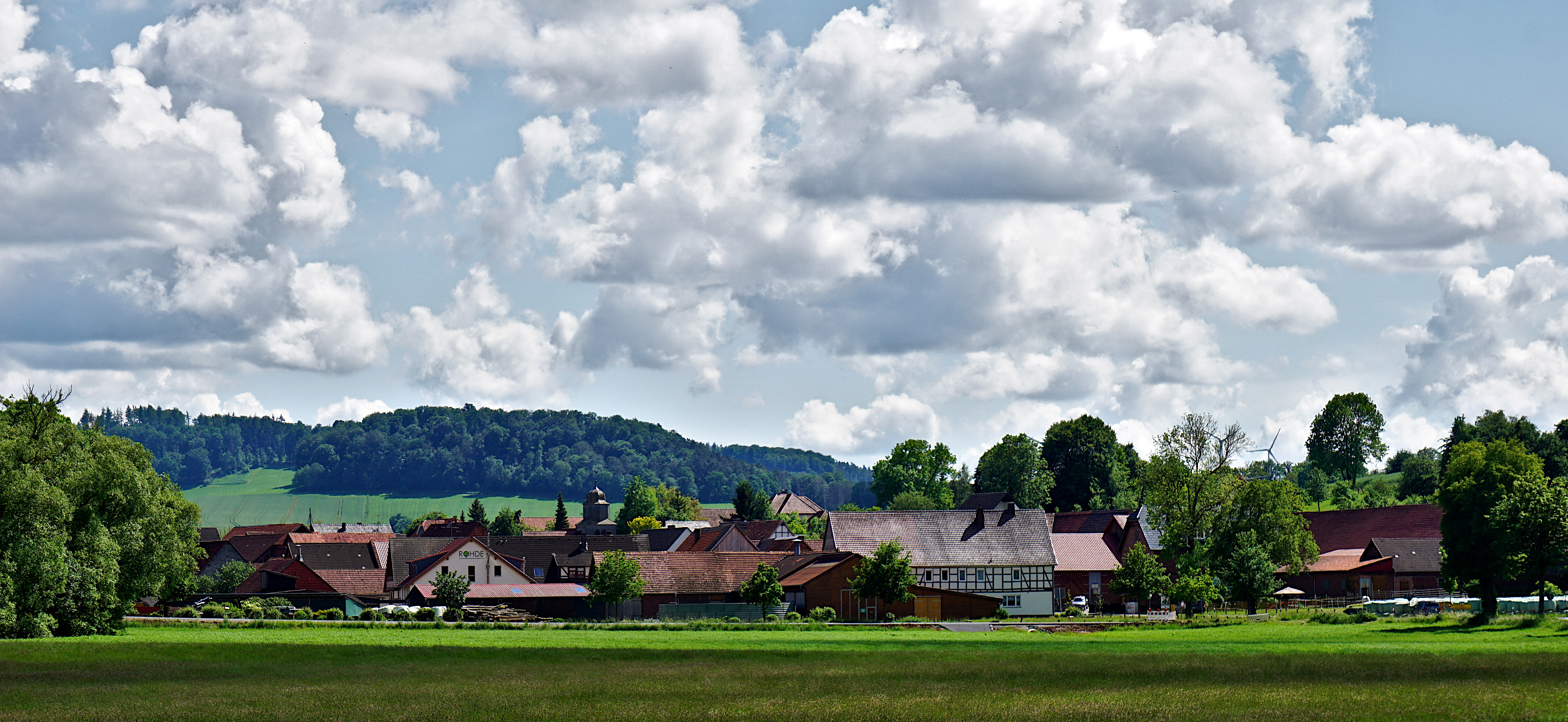
Blick auf Elleringhausen

Elleringhausen ist der nach Einwohnerzahl kleinste von insgesamt sieben Ortsteilen der Gemeinde Twistetal im nordhessischen Landkreis Waldeck-Frankenberg.

## Geographische Lage
Der stark von landwirtschaftlichen Betrieben geprägte Ort liegt im Tal des Twiste-Zuflusses Wilde etwa 6 km südlich von Bad Arolsen. Nachbarorte sind Nieder-Waroldern im Süden, Volkhardinghausen im Osten, Twiste im Nordwesten und Braunsen im Nordosten.

## Geschichte

### Ortsgeschichte
Der Ort wird als „Eilhardinghusen“ erstmals 1126 als Besitz des Klosters Corvey genannt. In den Jahren 1431 bis 1480 findet sich eine Erwähnung als selbstständiger Freistuhl  („die königliche Dingestaid“) „Unter dem Hagedorn“. Vermutlich handelt es sich hier um die heute verschwundene Ellenburg, die 1537 noch existiert haben soll und deren Reste angeblich noch im 19. Jahrhundert sichtbar waren. Um 1417 wird eine weitere Burg, die zwischen Elleringhausen und Braunsen gelegene Burg zu Austerckhausen („Ein befestigtes Steinhaus“), erwähnt. Als Besitzer der Burg taucht später das Adelsgeschlecht von Dalwigk auf. Diese heute ebenfalls verschwundene Burg  muss schon vor 1505 zerstört oder abgebrochen worden sein.

### Hessische Gebietsreform (1970–1977)
Zum 31. Dezember 1971 fusionierte die bis dahin selbständige Gemeinde Elleringhausen im Zuge der Gebietsreform in Hessen mit fünf weiteren Gemeinden freiwillig zur neuen Großgemeinde Twistetal. Der Verwaltungssitz befindet sich in Twiste. Heute ist in einem ehemaligen Gutshaus die Gemeindeverwaltung der Gemeinde Twistetal untergebracht. Für alle im Zuge der Gebietsreform nach Twistetal eingegliederten Gemeinden wurden Ortsbezirke mit Ortsbeirat und Ortsvorsteher nach der Hessischen Gemeindeordnung gebildet.

### Verwaltungsgeschichte im Überblick
Die folgende Liste zeigt die Staaten und Verwaltungseinheiten, denen Elleringhausen angehört(e)lag:
- vor 1712: Heiliges Römisches Reich, Grafschaft Waldeck, Amt Landau
- ab 1712: Heiliges Römisches Reich, Fürstentum Waldeck, Amt Landau
- ab 1807: Fürstentum Waldeck, Amt Landau
- ab 1815: Fürstentum Waldeck, Oberamt der Diemel
- ab 1816: Fürstentum Waldeck, Oberjustizamt der Twiste
- ab 1850: Fürstentum Waldeck-Pyrmont (seit 1849), Kreis der Twiste[Anm. 1]
- ab 1867: Fürstentum Waldeck-Pyrmont (Akzessionsvertrag mit Preußen), Kreis der Twiste
- ab 1871: Deutsches Reich, Fürstentum Waldeck-Pyrmont, Kreis der Twiste
- ab 1919: Deutsches Reich, Freistaat Waldeck-Pyrmont, Kreis der Twiste
- ab 1929: Deutsches Reich, Freistaat Preußen, Provinz Hessen-Nassau, Regierungsbezirk Kassel, Kreis der Twiste
- ab 1942: Deutsches Reich, Freistaat Preußen, Provinz Hessen-Nassau, Regierungsbezirk Kassel, Landkreis Waldeck
- ab 1944: Deutsches Reich, Freistaat Preußen, Provinz Kurhessen, Regierungsbezirk Kassel, Landkreis Waldeck
- ab 1945: Deutsches Reich, Amerikanische Besatzungszone, Groß-Hessen, Regierungsbezirk Kassel, Landkreis Waldeck
- ab 1946: Deutsches Reich, Amerikanische Besatzungszone, Hessen, Regierungsbezirk Kassel, Landkreis Waldeck
- ab 1949: Bundesrepublik Deutschland, Hessen, Regierungsbezirk Kassel, Landkreis Waldeck
- ab 1972: Bundesrepublik Deutschland, Hessen, Regierungsbezirk Kassel, Landkreis Waldeck, Gemeinde Twistetal
- ab 1974: Bundesrepublik Deutschland, Hessen, Regierungsbezirk Kassel, Landkreis Waldeck-Frankenberg, Gemeinde Twistetal

## Bevölkerung

### Einwohnerstruktur 2011
Nach den Erhebungen des Zensus 2011 lebten am Stichtag dem 9. Mai 2011 in Elleringhausen 168 Einwohner. Darunter waren 3 (1,8 %) Ausländer. Nach dem Lebensalter waren 30 Einwohner unter 18 Jahren, 60 zwischen 18 und 49, 42 zwischen 50 und 64 und 36 Einwohner waren älter. Die Einwohner lebten in 66 Haushalten. Davon waren 15 Singlehaushalte, 15 Paare ohne Kinder und 24 Paare mit Kindern, sowie 9 Alleinerziehende und keine Wohngemeinschaften. In 15 Haushalten lebten ausschließlich Senioren und in 39 Haushaltungen leben keine Senioren.

### Einwohnerentwicklung
Quelle: Historisches Ortslexikon
| • 1541: | 19 Häuser     |
| • 1738: | 35 Wohnhäuser |
| • 1770: | 42 Häuser     |

| Elleringhausen: Einwohnerzahlen von 1770 bis 2015 | Elleringhausen: Einwohnerzahlen von 1770 bis 2015 | Elleringhausen: Einwohnerzahlen von 1770 bis 2015 | Elleringhausen: Einwohnerzahlen von 1770 bis 2015 | Elleringhausen: Einwohnerzahlen von 1770 bis 2015 |
| --- | ------------------------------------------------- | ------------------------------------------------- | ------------------------------------------------- | ------------------------------------------------- |
| Jahr |                                                   |                                                   |                                                   | Einwohner                                         |
| 1770 | 1770                                              |                                                   | 263                                               | 263                                               |
| 1800 | 1800                                              |                                                   | ?                                                 | ?                                                 |
| 1834 | 1834                                              |                                                   | 317                                               | 317                                               |
| 1840 | 1840                                              |                                                   | 337                                               | 337                                               |
| 1846 | 1846                                              |                                                   | 316                                               | 316                                               |
| 1852 | 1852                                              |                                                   | 308                                               | 308                                               |
| 1858 | 1858                                              |                                                   | 325                                               | 325                                               |
| 1864 | 1864                                              |                                                   | 315                                               | 315                                               |
| 1871 | 1871                                              |                                                   | 290                                               | 290                                               |
| 1875 | 1875                                              |                                                   | 258                                               | 258                                               |
| 1885 | 1885                                              |                                                   | 252                                               | 252                                               |
| 1895 | 1895                                              |                                                   | 252                                               | 252                                               |
| 1905 | 1905                                              |                                                   | 230                                               | 230                                               |
| 1910 | 1910                                              |                                                   | 229                                               | 229                                               |
| 1925 | 1925                                              |                                                   | 271                                               | 271                                               |
| 1939 | 1939                                              |                                                   | 236                                               | 236                                               |
| 1946 | 1946                                              |                                                   | 383                                               | 383                                               |
| 1950 | 1950                                              |                                                   | 339                                               | 339                                               |
| 1956 | 1956                                              |                                                   | 330                                               | 330                                               |
| 1961 | 1961                                              |                                                   | 273                                               | 273                                               |
| 1967 | 1967                                              |                                                   | 261                                               | 261                                               |
| 1980 | 1980                                              |                                                   | ?                                                 | ?                                                 |
| 1990 | 1990                                              |                                                   | ?                                                 | ?                                                 |
| 2000 | 2000                                              |                                                   | ?                                                 | ?                                                 |
| 2008 | 2008                                              |                                                   | 148                                               | 148                                               |
| 2011 | 2011                                              |                                                   | 168                                               | 168                                               |
| 2015 | 2015                                              |                                                   | 159                                               | 159                                               |
| Datenquelle: Historisches Gemeindeverzeichnis für Hessen: Die Bevölkerung der Gemeinden 1834 bis 1967. Wiesbaden: Hessisches Statistisches Landesamt, 1968. Weitere Quellen: ; Gemeinde Twistetal; Zensus 2011 |                                                   |                                                   |                                                   |                                                   |

### Historische Religionszugehörigkeit
| • 1885: | 252 evangelische (= 100,00 %) Einwohner                           |
| • 1961: | 259 evangelische (= 94,87 %), 14 katholische (= 5,13 %) Einwohner |

## Kirche

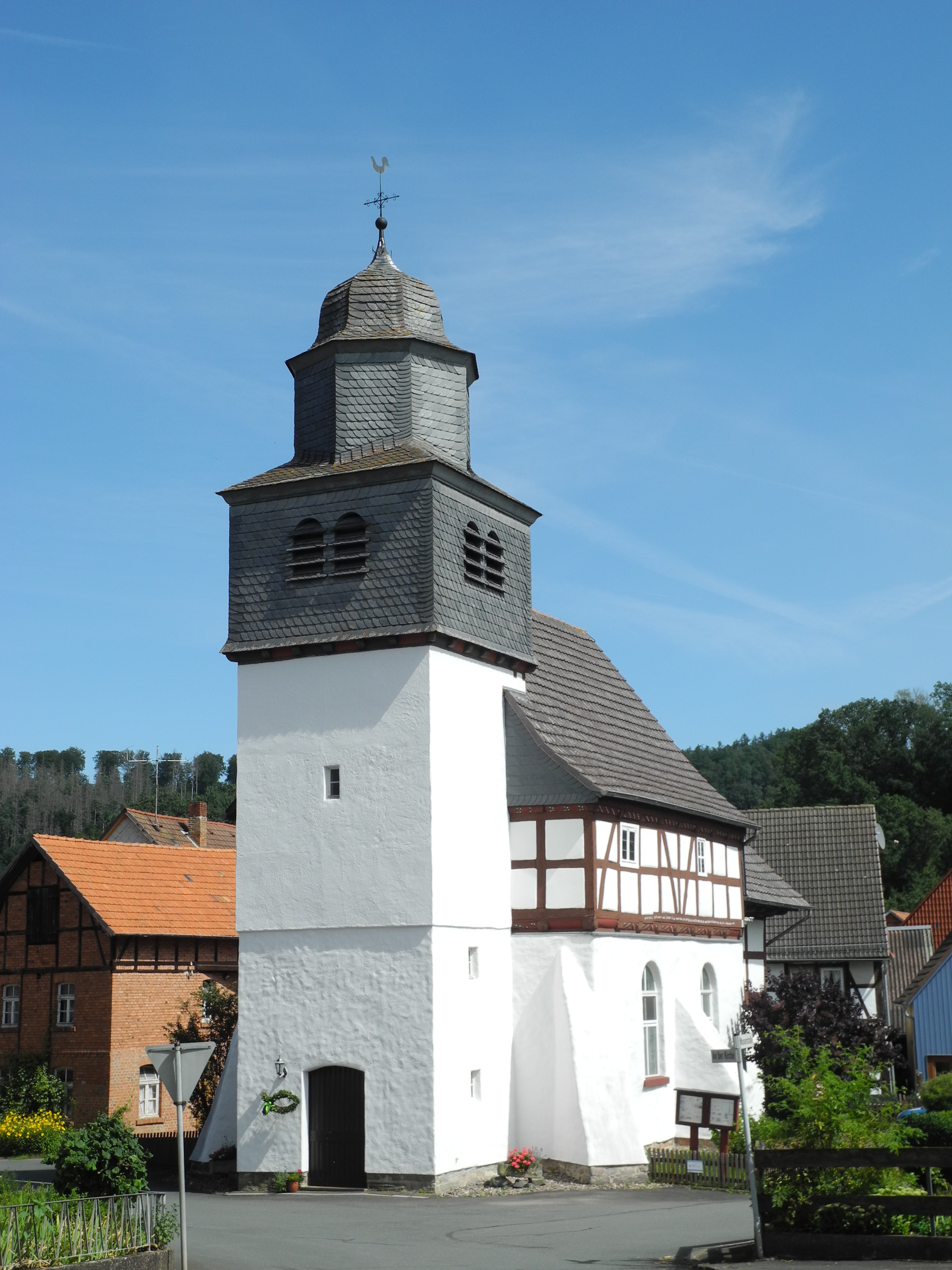
Kirche Elleringhausen (2021)

Elleringhausen war 1525 (zur Reformationszeit) mit Braunsen zu einer Pfarrei vereinigt, war dann vorübergehend von 1581 bis 1585 bei Ober-Waroldern eingepfarrt und danach mit Wetterburg verbunden. Seit 1706 gehört Elleringhausen endgültig zum Kirchspiel Ober-Waroldern.
Sie wird 1408 erstmals urkundlich erwähnt (damals noch „Kapelle“ genannt). Das Mauerwerk stammt wahrscheinlich aus dem 13. Jahrhundert. Das Schiff ist rechteckig mit einem quadratischen romanischen Ostchor. Die schräg anlaufenden Stützpfeiler sind späteren Datums. Das Fachwerk ist im 17. Jahrhundert aufgesetzt worden, der Turm wurde im Zuge einer umfassenden Baumaßnahme 1926 neu errichtet. Im Altarraum links befindet sich ein Sakramentshäuschen mit gotischer Umrahmung und einer schmiedeeisernen Tür (vermutlich 14. Jahrhundert).

## Persönlichkeiten
- Johann Heinrich Reddehase (1796–1871), Politiker
- Heinrich Welle (1854–1927), deutscher Landwirt und Politiker (DNVP)